# Antigues escoles (Vilaür)
Les Antigues escoles és una obra del municipi de Vilaür (Alt Empordà) inclosa en l'Inventari del Patrimoni Arquitectònic de Catalunya.

## Descripció
Situada dins del nucli urbà de la població de Vilaür, al bell mig de l'antic recinte emmurallat de la vila, a l'actual plaça Major, darrere l'església de Sant Esteve.
Edifici entre mitgeres de planta rectangular, format per dos cossos adossats distribuïts en tres plantes, amb les cobertes de teula de dues vessants. La façana principal presenta un portal d'accés d'arc carpanell, bastit amb dovelles de pedra. A la clau hi ha una creu gravada i a les dovelles que l'emmarquen les dates 1757 i 1940. Probablement siguin les dates de construcció i reforma de l'edifici. Les finestres són rectangulars, les dues centrals del primer pis estan emmarcades amb carreus de pedra, amb les llindes planes i els ampits motllurats. La resta són d'obertura simple, destacant la de la segona planta, la qual presenta una biga de fusta a manera de llinda. La construcció està arrebossada i pintada.

## Història
Edifici bastit vers el segle xviii propietat en origen de la família Puig, tal com ho testimonia la inscripció que es pot apreciar a la llinda: PUIG 1757 amb l'emblema de la família format per una creu sobre un puig.
Aquesta casa es convertí a l'inici del segle XX en l'edifici de l'escoles públiques fins a l'any 1972, quan les escoles públiques van tancar i els setze alumnes que encara hi tenien van haver de traslladar-se a Camallera.